# André-Pierre Gignac
André-Pierre Gignac (Martigues, 5. prosinca 1985.) je francuski nogometaš koji trenutačno igra za nogometni klub Tigres UANL i francusku nogometnu reprezentaciju. Francuski nogometni izbornik objavio je u svibnju 2016. popis za nastup na Europskom prvenstvu u Francuskoj, među kojim je bio i Gignac.